# Freycinetia oreophila
Freycinetia oreophila är en enhjärtbladig växtart som beskrevs av Elmer Drew Merrill och Lily May Perry. Freycinetia oreophila ingår i släktet Freycinetia och familjen Pandanaceae. Inga underarter finns listade.